# 異鱂科
異鱂科（學名：Adrianichthyidae）又名大颌鳉科、怪頜鱂科、青鱂科，為輻鰭魚綱鶴鱵目的其中一科
。 旗下的魚分佈於印度、馬來半島至日本的水域中。青鱂科的魚亦稱稻田魚，原因是它們常見於日本的稻田中。 該科下有30多個種，其中一些已經極度瀕危甚至已經滅絕。

## 分佈
該科的魚大都很小，因此也是水族館常客。其中最大的青鳉其長度可達8（3.1英寸），最小的青鳉則長度只有1.6（0.63英寸）。該科的魚有很多特徵，包括不尋常的下頜結構，以及尾鰭上多出的骨頭等等。
和大多數魚類一樣，異鱂科的魚一般採用體外受精的方式繁殖。但是其中有個種會採用體內受精的方法繁育後代（例如青鳉），並在幼魚將要孵出時產卵。 一些異鱂科的魚會將魚卵攜帶在腹鰭之間。
基因研究顯示，異鱂科的魚最早發源於蘇拉威西島，并逐漸擴展到亞洲大陸。而所謂的異色鱂屬（Xenopoecilus）與該科的關係並不明顯，而後異色鱂屬下的三個物種分別被歸入怪頜鱂屬（Adrianichthys）和青鱂屬（Oryzias ）中。 

## 外部連結
- FishBase info for Adrianichthyidae （页面存档备份，存于）
- Genetic study of ricefishes （页面存档备份，存于）